# ゴールド争覇
ゴールド争覇（ゴールドそうは）、愛知県競馬組合が施行する地方競馬の重賞競走である。格付けはSPI。正式名称は「日刊スポーツ杯 ゴールド争覇」、日刊スポーツ新聞社が優勝杯を提供している。

## 概要
1973年中京競馬場ダート2000mの4歳（現3歳）以上の東海（笠松・愛知）所属馬限定重賞競走「ゴールド争覇」として創設。その後、幾度か施行条件が変わり、2006年を最後にいったん中断。2017年にSPIの3歳以上による地方競馬全国交流の重賞競走として再開し、再開から2021年まで名古屋競馬場ダート1400mで10月下旬に施行されていた。2022年からは名古屋競馬場の移転に伴い、ダート1500mに距離が変更されている。
2023年からは西日本地区交流競走として施行されている。
2024年は「創刊75周年記念日刊スポーツ杯 ゴールド争覇」の名称で施行。

### 条件・賞金（2024年）
出走条件
サラブレッド系3歳以上、西日本地区交流で他地区所属馬の出走枠は5頭以下（東海地区7頭以上）と定められている。
負担重量
別定（3歳55kg、4歳以上57kg、牝馬2kg減）
賞金額
1着800万円、2着280万円、3着160万円、4着120万円、5着80万円、着外8万円。
副賞
日刊スポーツ新聞社賞、東海地方公営競馬協議会会長賞、愛知県競馬組合管理者賞、開催執務委員長賞。

### HITスタリオンシリーズ
2022年と2023年はHITスタリオンシリーズに指定されていた。年毎の対象種牡馬は以下の通り。
- 2022年 - ダンカーク
- 2023年 - トランセンド

## 歴代優勝馬
馬齢は2000年以前についても現表記を用いる。2021年までの名古屋は旧・名古屋競馬場。
コース種別を記載していない距離は、ダートコースを表す。
| 回数                   | 施行日         | 競馬場 | 距離    | 優勝馬             | 性齢 | 所属   | タイム | 優勝騎手   | 管理調教師 |
| ---------------------- | -------------- | ------ | ------- | ------------------ | ---- | ------ | ------ | ---------- | ---------- |
| 第1回                  | 1973年10月30日 | 中京   | 2000m   | ウエルデイ         | 牡6  | 名古屋 | 2:04.8 | 伊藤光雄   | 山中鈊雄   |
| 第2回                  | 1974年10月13日 | 中京   | 2000m   | シナノケンシユン   | 牡3  | 名古屋 | 2:02.4 | 坂本敏美   | 安達小八   |
| 第3回                  | 1975年10月12日 | 中京   | 2000m   | フアストリユウエン | 牡5  | 名古屋 | 2:04.9 | 中村広己   | 青山功     |
| 第4回                  | 1976年10月17日 | 中京   | 2000m   | グリンデルワルド   | 牡4  | 名古屋 | 2:02.9 | 栗田和昌   | 栗田実     |
| 第5回                  | 1977年10月16日 | 中京   | 2000m   | ハカタオーカン     | 牡4  | 笠松   | 2:01.8 | 柴田高志   | 倉間昭夫   |
| 第6回                  | 1978年10月15日 | 中京   | 2000m   | イシノサミイ       | 牡3  | 名古屋 | 2:01.7 | 坂本敏美   | 信次英治   |
| 第7回                  | 1979年10月15日 | 名古屋 | 1900m   | イチコンコルドオウ | 牡5  | 名古屋 | 2:01.2 | 田中敏和   | 青山高司   |
| 第8回                  | 1980年10月12日 | 中京   | 2000m   | エゾノスピード     | 牡4  | 笠松   | 2:00.4 | 原隆男     | 加藤弘明   |
| 第9回                  | 1981年10月11日 | 中京   | 2000m   | シナノセイダイ     | 牡3  | 名古屋 | 2:02.5 | 坂本敏美   | 安達小八   |
| 第10回                 | 1982年10月17日 | 名古屋 | 1900m   | フクトミマイテイ   | 牡5  | 名古屋 | 2:03.2 | 坂本敏美   | 栗田実     |
| 第11回                 | 1983年10月16日 | 中京   | 2000m   | ワイドツバサ       | 牡5  | 名古屋 | 2:06.8 | 内沢信昭   | 松村勇     |
| 第12回                 | 1984年10月14日 | 中京   | 2000m   | ステートジヤガー   | 牡3  | 笠松   | 2:01.4 | 伊藤強一   | 大倉護     |
| 第13回                 | 1985年10月13日 | 中京   | 芝2000m | マツノセイザン     | 牡5  | 笠松   | 2:02.2 | 川原正一   | 後藤保     |
| 第14回                 | 1986年10月10日 | 中京   | 芝2000m | ジユサブロー       | 牡4  | 名古屋 | 2:01.7 | 鈴木純児   | 安達小八   |
| 第15回                 | 1987年10月14日 | 中京   | 芝2000m | ワカオライデン     | 牡6  | 笠松   | 2:01.1 | 井上孝彦   | 荒川友司   |
| 第16回                 | 1988年10月12日 | 中京   | 芝2000m | ヒデノフアイター   | 牡4  | 名古屋 | 2:01.4 | 戸部尚実   | 河村功     |
| 第17回                 | 1989年9月23日  | 名古屋 | 1900m   | ホリノイメージ     | 牝5  | 名古屋 | 2:03.4 | 鈴木真一   | 塚田隆男   |
| 第18回                 | 1990年9月24日  | 名古屋 | 1900m   | マックスフリート   | 牝3  | 笠松   | 2:01.2 | 安藤勝己   | 荒川友司   |
| 第19回                 | 1991年9月23日  | 名古屋 | 1900m   | マックスブレイン   | 牡3  | 笠松   | 2:03.5 | 安藤勝己   | 荒川友司   |
| 第20回                 | 1992年9月23日  | 名古屋 | 1900m   | マルブツスピーリア | 牡6  | 名古屋 | 2:02.5 | 戸部尚実   | 斉藤弘光   |
| 第21回                 | 1993年9月23日  | 名古屋 | 1900m   | ヒデノデュレン     | 牡5  | 名古屋 | 2:02.9 | 櫻井今朝利 | 伊藤光雄   |
| 第22回                 | 1994年9月23日  | 名古屋 | 1900m   | ツキハシレ         | 牝4  | 笠松   | 2:03.3 | 村井栄治   | 神部幸夫   |
| 第23回                 | 1995年10月10日 | 名古屋 | 1900m   | トミシノポルンガ   | 牡6  | 笠松   | 2:03.3 | 吉田稔     | 加藤健     |
| 第24回                 | 1996年10月10日 | 名古屋 | 1900m   | マルブツセカイオー | 牡6  | 名古屋 | 2:02.2 | 戸部尚実   | 斉藤弘光   |
| 第25回                 | 1997年10月10日 | 名古屋 | 1900m   | ライフアサヒ       | 牡6  | 名古屋 | 2:02.7 | 吉田稔     | 松橋寛     |
| 第26回                 | 1998年10月14日 | 名古屋 | 1900m   | マルブツホープ     | 牡6  | 名古屋 | 2:03.8 | 宇都英樹   | 斉藤弘光   |
| 第27回                 | 1999年10月11日 | 名古屋 | 1900m   | ダイユウカイソク   | 牡4  | 名古屋 | 2:02.7 | 吉田稔     | 錦見勇夫   |
| 第28回                 | 2000年10月9日  | 名古屋 | 1900m   | ハイブリッジ       | 騸5  | 名古屋 | 2:02.5 | 宇都英樹   | 斉藤弘光   |
| 第29回                 | 2001年12月5日  | 名古屋 | 1900m   | センゲントウショウ | 牡5  | 名古屋 | 2:05.0 | 竹下太     | 山内和明   |
| 第30回                 | 2002年12月4日  | 名古屋 | 1900m   | ホウシュウタイム   | 牡4  | 笠松   | 2:01.3 | 安藤光彰   | 柴田高志   |
| 第31回                 | 2003年12月3日  | 名古屋 | 1900m   | イッコーオー       | 牡7  | 名古屋 | 2:02.7 | 竹下太     | 岩田幸一   |
| 第32回                 | 2004年12月3日  | 名古屋 | 1900m   | キジョージャンボ   | 牡4  | 名古屋 | 2:02.8 | 岡部誠     | 井上正     |
| 第33回                 | 2005年11月8日  | 名古屋 | 1900m   | マヤノオスカー     | 牡5  | 金沢   | 2:03.6 | 吉原寛人   | 田嶋弘幸   |
| 第34回                 | 2006年9月28日  | 名古屋 | 1600m   | マイネフォクシー   | 牝5  | 名古屋 | 1:44.9 | 丸野勝虎   | 竹地正樹   |
| 2007年～2016年まで中断 |                |        |         |                    |      |        |        |            |            |
| 第35回                 | 2017年10月27日 | 名古屋 | 1400m   | カツゲキキトキト   | 牡4  | 名古屋 | 1:27.1 | 大畑雅章   | 錦見勇夫   |
| 第36回                 | 2018年10月25日 | 名古屋 | 1400m   | ウェイトアンドシー | 騸7  | 浦和   | 1:27.8 | 今野忠成   | 小久保智   |
| 第37回                 | 2019年10月29日 | 名古屋 | 1400m   | ケイマ             | 牡6  | 高知   | 1:27.8 | 永森大智   | 別府真司   |
| 第38回                 | 2020年10月29日 | 名古屋 | 1400m   | ナリタミニスター   | 牡5  | 西脇   | 1:28.2 | 吉村智洋   | 坂本和也   |
| 第39回                 | 2021年10月21日 | 名古屋 | 1400m   | ダノングッド       | 牡9  | 高知   | 1:27.5 | 多田羅誠也 | 別府真司   |
| 第40回                 | 2022年10月13日 | 名古屋 | 1500m   | ベストマッチョ     | 騸9  | 川崎   | 1:34.7 | 吉原寛人   | 佐々木仁   |
| 第41回                 | 2023年10月5日  | 名古屋 | 1500m   | ブリーザフレスカ   | 牝4  | 名古屋 | 1:34.3 | 塚本征吾   | 塚田隆男   |
| 第42回                 | 2024年10月17日 | 名古屋 | 1500m   | バリチューロ       | 牡6  | 高知   | 1:33.6 | 井上瑛太   | 倉兼育康   |

### 各回競走結果の出典
- ゴールド争覇 歴代優勝馬 - 地方競馬全国協会